# 곽재은 유괴 살해 사건
곽재은 유괴 살해 사건(郭在恩誘拐殺害事件)은 1990년 6월 25일 대한민국 서울특별시 송파구에서 1984년생인 곽재은(郭在恩, 여자, 당시 6세)이 홍순영에게 납치되어 살해된 사건이다.

## 유괴 이전에 홍순영
홍순영(洪淳英)은 1967년 10월 12일 서울특별시에서 유복한 가정에서 어린 시절을 보냈다. 홍순영은 지기 싫어하는 성격으로 얻고 싶은 건 반드시 얻고 거짓말을 해서라도 남들보다 우월해 보여야 직성이 풀렸다. 이런 성격을 고치지 못했는지 그녀는 숙명여대에 가기로 결심하고 공부를 했지만 홍순영은 공부머리는 아니었는지 숙명여대에 들어가지 못했지만 그녀는 가짜 숙대 86학번 행세를 한다. 그러나 꼬리가 길면 밟힌다더니 그녀 주위에 그녀를 의심하는 사람이 많아지고 급기야 가짜 숙대생임이 들킬 위기에 처한다. 이러한 소문은 그녀의 남자친구의 귀에도 들어가게 될 위기에 처하자 홍순영은 그녀의 남자친구와 결혼을 추진했으나 남자친구 어머니의 반대로 결혼을 할 수 없게 되고 직장이 있다고 거짓말을 했으니 집에 돈은 보내야겠는데 그녀는 알다시피 고졸 백수인지라 이러한 사정은 홍순영의 마음을 병들게 했다. 결국 그녀는 돈을 얻기 위해 유괴를 저지를 마음을 먹는다.

## 유괴
1990년, 서울특별시 송파구 올림픽선수촌아파트에서 살던 곽재은 양(사망 당시 6세)은 단지 내의 유치원을 다니고 있었다. 아파트 단지 내의 유치원이었기 때문에 곽재은 양은 혼자서 등하원을 했다.
그런데 6월 25일, 집에 돌아와야 할 12시가 되어도 곽재은 양은 돌아오지 않았다. 걱정이 된 엄마는 유치원까지 갔지만, 교사는 "어머니가 전화를 해서 30분 전에 보내달라고 하지 않으셨어요?"라고 되물었다. 어머니는 가슴이 철렁 내려앉았고, 계속 수소문하다가 오후 5시에 경찰에 유괴 신고를 했다.

## 금품요구
다음날인 6월 26일 오후 5시에 젊은 여성이 곽 양의 집에 전화를 걸어 "재은이를 데리고 있으니 신고하지 말고 5천만 원[3]을 가져오라"고 지시했다. 사건을 맡은 서울강동경찰서는 이를 추적하여 공중전화에서 발신했음을 밝혀냈다. 이후 10분 뒤에 다시 전화해서 계좌번호와 가짜 이름으로 만든 예금주를 댔다.[4] 곽 양의 어머니는 우선 6월 27일 오전에 500만 원, 다음 날 오전에 2,500만 원을 범인이 알려준 조흥은행 계좌에 송금했으며, 경찰은 범인을 잡기 위해 조흥은행 본점 및 서울시내 모든 지점 그리고 전산실에 형사들을 배치했다.
그 이틀 후인 6월 29일 오후에 드디어 범인이 30만 원을 인출한 기록이 포착되었는데, 형사들이 배치된 조흥은행이 아닌 국민은행 본점의 ATM이었다.[5] 이에 형사들에게 비상 경계령이 내려졌고 약 2시간 후 명동 롯데백화점 내부의 조흥은행 출장소 ATM에서 10분간 260만 원을 인출했다.

## 범인 체포
주변 지점에 배치되었던 형사들이 바로 명동 롯데백화점의 조흥은행 ATM으로 달려갔고, 막 돌아나오던 키가 매우 작은 젊은 여성을 주목한다. 그녀가 범인임을 직감해 추적에 나선 경찰은 마침내 을지로입구역 계단에서 체포했고, 범인은 23세의 홍순영이었다.
곽재은 유괴 살인 사건의 범인 홍순영. 체격이 매우 왜소하다. 단, 옆에서 홍순영을 붙잡고 있는 두 여성은 강력계에서 근무하는 형사들로 업무 특성상 일반 여성보다 체격이 건장한 편이다.
홍순영은 "공범이 있다"고 거짓진술을 했고[6], 여기에 낚인 경찰은 홍순영을 공범이 기다리고 있다는 서울역까지 데려가서 공범을 유인하려고 했으나, 홍순영은 달리는 열차에 뛰어들어 투신자살을 시도했다. 그러나 기관사가 급정거를 하여 경상만을 입었다.
재은이가 어디 있는지 추궁했으나 동문서답을 하던 홍순영은, 결국 "숙명여자대학교 한 건물의 물탱크 뒤에 재은이의 시신을 은닉했다"고 자백했다.

## 범행 동기와 과정
범인 홍순영은 유복한 가정에서 자랐으나 허영심이 강한 성격으로, 윤리의식이 희박해 대학입시 과정에서 번번이 미역국을 먹고 학력위조로 가짜 숙명여대생 행세[7]를 했다. 위조 학생증까지 가지고 다녔고, 집에는 가짜 합격증과 등록금 고지서를 내놓았다. 장장 4년 내내 태연히 도강을 하며 모든 수업을 다 듣고, 숙명여대 MT 등 행사에도 빠짐없이 참여해 왔으며 졸업식까지 참석했다. 이때는 전산화가 완전히 되지 않은 시대였기 때문에 이런 가짜 학생 행세가 가능했다. 이로 인해 유괴사건 보도 초반에는 숙명여대생이 범인이라는 오보가 나올 정도였다. 심지어 가짜 졸업 후에는 또 KBS 기자로 취직했다고 거짓말을 했다. 그야말로 전형적인 공상허언증의 사례.
홍순영은 처음에는 숙명여대생인 척 하고 다니면서 그 해에 다시 대학입시를 치러 숙명여대에 정식으로 입학하면 될 것이라고 생각하였다. 그러나 학교생활에 바쁘고 자신의 정체가 들킬까봐 모든 상황에 거짓으로 대응하는 데 신경을 쏟느라 공부를 할 시간이 없었다.[9] 또한 꼬리가 길면 잡힌다고 시간이 흐를수록 주변에서도 홍순영이 정말 숙대생인지 의심하는 시선이 강해졌고, 홍순영이 가짜 숙대생이라는 소문이 점점 퍼져 나갔으며, 마지막에는 혼담이 오가고 있던 남자친구에게까지 그 사실이 알려졌다.
모든 것을 거짓으로 살아온 4년이 넘는 세월은 홍순영의 마음을 극단적으로 병들게 했다. 게다가 (가짜)학생 시절에는 실제로는 대학 등록을 하지 않았으므로 등록금으로 쓰라고 준 돈을 통 크게 펑펑 쓰고 다녔지만, (가짜)취직을 한 후에는 더 이상 돈을 받을 수 없고 그러기는커녕 집에 월급을 갖다줘야 한다. 하지만 실제로는 고졸 백수였으니 돈 나올 곳은 물론 없었다. 점점 홍순영의 상황과 생활은 악화되었다. 게다가 남자친구와의 결혼이 이런 상황을 끝낼 기회였는데(결혼했으니까 직장을 그만뒀다는 핑계), 남자친구의 부모는 그녀가 키가 작다는 등의 이유를 들어 결혼을 반대했다.
홍순영은 이러한 상황에서 사이가 벌어진 남자친구의 환심을 사기 위해서는 돈이 필요했기 때문에 범행을 결심한 것으로 알려졌다. 범행 당일에 유치원 주변을 어슬렁거리다가 유치원의 우산꽂이에 달려 있는 우산에서 곽 양의 이름을 보고 범행대상을 선정할 정도로 대담한 성격이었다.
홍순영은 허위전화로 곽 양을 유치원에서 하교시킨 후, 엄마의 지인으로 속이고 빵과 음료수를 사주며 숙대까지 유인해 전화번호 및 주소를 알아냈다. 그 후, 음악대학 건물의 후미진 곳으로 가서 목을 졸라 잔인하게 살해했다. 협박전화를 걸었을 때는 이미 곽 양을 살해한 후였다.
참 아이러니하게도, 홍순영은 그렇게 남자친구에게 집착했으면서 막상 범죄를 저지르고 잡히자 공범이라며 남자친구 이름을 내세워 그가 곤욕을 치르게 만들었다고 한다.(...)

## 대중매체
- 표리부동에서 <친근한 접근 아동 유괴 범죄>라는 부제로 이 사건을 다루었다.
- 심야괴담회에서 <그녀를 믿지 마세요> 라는 제목의 사연으로 등장했다.
- 꼬리에 꼬리를 무는 그날 이야기에서 51화에 이 사건을 다루었다.
- 범죄의 재구성에서도 이 사건을 다루었다.

## 결말
당시 유괴살인은 1987년 12월에 터진 함효식 사건에서 보듯이 그 동기나 과정이 우발적인 경우나 정신적 문제가 있는 경우가 아니면 연쇄살인, 대량살인과 같이 무조건 사형이 원칙이었다. 또한 사건 1달 전인 1990년 5월에 국민학교 1학년 학생을 납치하여 5시간 동안 홍순영 자신의 부천시 자택에 감금했다가 풀어주었던 일을 벌인 적이 있고, 자신 또한 사형을 원한다고 자기 입으로 밝혀 사형 판결을 받고 1991년 12월 18일 다른 8명의 사형수와 함께  유언은 남기지 않았다고 하는데, 사형집행 직전에 "남길 유언이 있으면 말하라"고 집행관들이 권해도 울면서 고개를 저으며 거부했다. 시신은 파주시 나자렛 묘원에 묻혔다.

## 같이 보기
- 김희성 유괴 살인 사건
- 이완희 유괴 살인 사건
- 이득화 유괴 살인 사건